# Bacitracina
La bacitracina o bacitracin es un antibiótico producido por una mezcla de polipéptidos cíclicos de síntesis no ribosomal relacionados unos con los otros y producidos por cepas de la variedad Tracy de la bacteria Bacillus subtilis aislado en 1945. El nombre del fármaco proviene del nombre de una niña llamada Tracy de cuya tibia se extrajo el microorganismo. El antibiótico está indicado frente a bacterias Gram positivas, especialmente en heridas y mucosas, porque inhibe la formación de la pared celular de estos microorganismos. El extendido uso de bacitracina, incluso para heridas menores cuando no es útil contribuye a crear resistencia a este antibiótico. El extendido uso de este antibiótico ha contribuido a la aparición de la bacteria SARM (Staphylococcus aureus resistente a la meticilina), específicamente en la altamente mortal variedad de ST8:USA300.

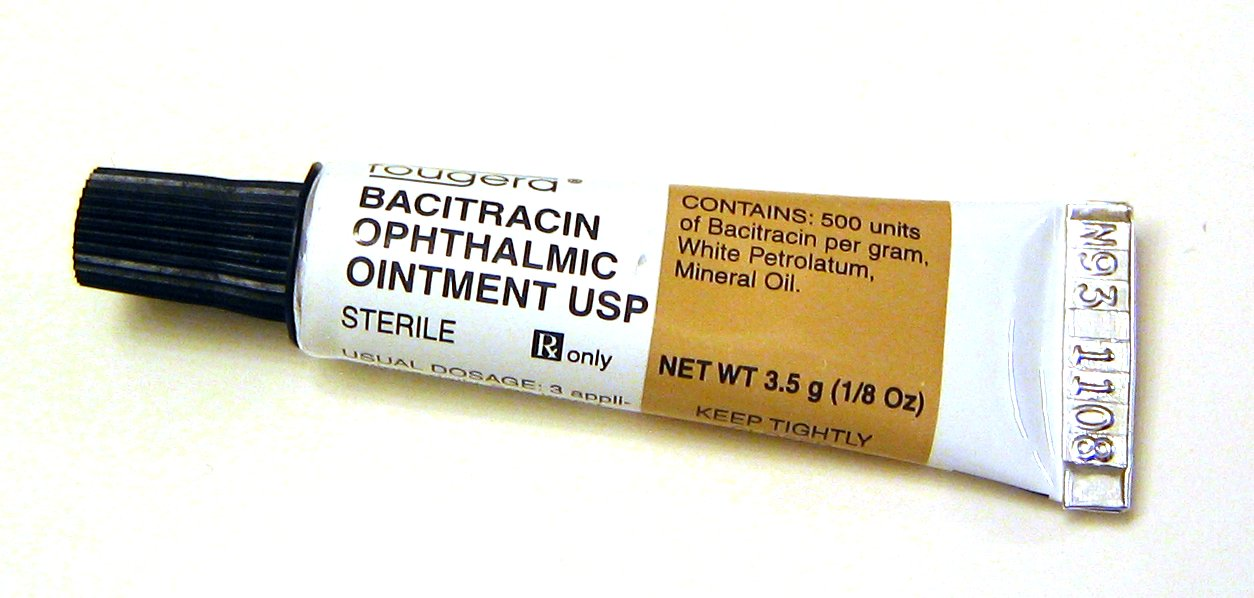
Ungüento oftálmico conteniendo bacitracina

## Historia
Fue aislada en 1945 de tejido dañado y polvo callejero desbridado de una fractura compuesta en una niña llamada Margaret Tracy. La niña presentaba una fractura abierta de tibia, ocasionada por ser atropellada en un accidente vial; se halló en la herida una cepa de Staphylococcus aureus. Poco tiempo después, un segundo cultivo, el estafilococo había desaparecido: en su lugar se halló una bacteria, previamente desconocida, que producía un poderoso antibiótico y ayudaba a regenerar la elasticidad de la piel.

## Farmacología
No se ha reportado resistencia cruzada entre organismos resistentes a otros antimicrobianos y la bacitracina. Por ser tóxico para los riñones, la bacitracina no se indica por vía oral ni sistémica. Se ha reportado proteinuria, hematuria y retención de nitrógeno con la administración de bacitracina. Las reacciones de hipersensibilidad en la piel son muy raras, por lo que se limita sus indicaciones para el uso tópico. 
La bacitracina se absorbe pobremente, la aplicación tópica causa actividad antibacteriana sin toxicidad sistémica de importancia. Las mínimas concentraciones absorbidas con el uso tópico se excretan por los riñones. 

## Mecanismo de acción
La bacitracina interfiere con la desfosforilación del C55-fosfato de isoprenil, una molécula que transporta los elementos estructurales del peptidoglicano en la membrana celular bacteriana.

## Uso clínico
La bacitracina se emplea en medicina humana como antibiótico polipeptídico y su uso también se ha extendido a varias aves, incluyendo gallinas y pavos. En preparados con zinc y otros antibióticos, se usa como ungüentos para el tratamiento tópico de una variedad de infecciones de la piel y los ojos y la prevención de infecciones en heridas. A menudo se usa como cuidado preventivo después de la aplicación de tatuajes.

## Efectos adversos
El empleo parenteral de la bacitracina ocasiona nefrotoxicidad grave. También la aplicación local genera a veces reacciones de hipersensibilidad aunque son infrecuentes.